# Olivier de La Poëze
Pour les autres membres de la famille, voir Famille de La Poeze.
Olivier Charles Marie, dit "comte" de La Poëze (par courtoisie), né le 25 juin 1821 à Nantes et mort le 25 mars 1882 à Tours, est un député français.

## Biographie
Fils de Charles-Henri-Marie, dit "vicomte" de La Poëze (par courtoisie), et de Caroline-Prudence de La Ville de Férolles des Dorides, il fut chambellan de Napoléon III, tandis que son épouse, née Staoueli de La Rochelambert, était dame d'honneur de l'impératrice Eugénie. 
Il est conseiller général de la Vendée pour le canton de Saint-Fulgent ; depuis 1858, il fut élu député au  Corps législatif dans la 3e circonscription de la Vendée, le 1er juin 1863, par 20199 voix sur 20827 votants, et fut réélu, le 24 mai 1869. Il s´occupa surtout au profit du port des Sables-d´Olonne.  
Dévoué à l'Empire, La Poëze soutint la politique du gouvernement et vota pour la guerre contre la Prusse. Il quitta la vie publique après la chute de Napoléon III.
Héritier du château de Sainte-Hermine, il reçut le château de La Rabatelière à l´occasion de son mariage. Il partagea sa vie entre la Vendée et Paris, résidant au 119, avenue des Champs-Élysées.

## Sources / bibliographie
- « Olivier de La Poëze », dans Adolphe Robert et Gaston Cougny, Dictionnaire des parlementaires français, Edgar Bourloton, 1889-1891 [détail de l’édition]
- Gustave Vapereau, Dictionnaire universel des contemporains, t. 2, Paris, Hachette et Cie, 1870.
- Société d'émulaton de la Vendée, Annuaire, [s. n.], 1869.
- Au plaisir de durer, généalogie de la famille La Poeze, 3 vol.  (ISBN 978-2-9559177-3-2)